# Dagmar Schmauks
Dagmar Schmauks (* 13. Juli 1950 in Neuss) ist eine deutsche Semiotikerin und Hochschullehrerin.

## Leben
Schmauks studierte von 1973 bis 1976 Erziehungswissenschaften in München und arbeitete anschließend bis 1984 in Berchtesgaden als Lehrerin. Parallel absolvierte sie von 1981 bis 1985 ein Studium der Philosophie und Linguistik in Salzburg, das sie mit der Magisterarbeit Der Kanon vom umgekehrten Verhältnis zwischen Extension und Intension abschloss.
Von 1985 bis 1991 war sie wissenschaftliche Mitarbeiterin im Sonderforschungsbereich 314 (Künstliche Intelligenz (KI), Wissensbasiertes Systeme) am KI-Labor des Lehrstuhls für Informatik IV der Universität des Saarlandes. 1990 wurde sie mit der Dissertation Deixis  in der Mensch-Maschine-Interaktion. Multimediale Referentenidentifikation durch natürliche und simulierte Zeigegesten promoviert. 1991/1992 arbeitete sie als wissenschaftliche Mitarbeiterin der Philosophischen Fakultät. 1995 erhielt sie die Lehrberechtigung für Semiotik mit der Habilitationsschrift Multimediale Informationspräsentation am Beispiel von Wetterberichten. Mit einem Werkvertrag war sie 1996 im Sonderforschungsbereich 378 (Ressourcenadaptive Kognitive Prozesse) der Fachrichtung Philosophie tätig.
1997 wurde sie Privatdozentin an der TU Berlin. Von 1998 bis 2004 war sie Mitherausgeberin der 1979 gegründeten Zeitschrift für Semiotik, des Organs der Deutschen Gesellschaft für Semiotik.
Seit 2004 ist sie außerplanmäßige Professorin für Semiotik an der Arbeitsstelle für Semiotik der TU Berlin.
Für das Deutsche Schweinemuseum erarbeitete sie die 2004 gezeigte Sonderausstellung Die Lust ein Schwein zu sein – Das Schwein in Redensart, Schlagzeile, Werbung und Comic.
Ihre Forschungsgebiete sind visuelle Zeichensysteme, Kultur- und Körpersemiotik, zeichengesteuerte Orientierung im Raum, Kartosemiotik, multimediale Interaktionen und linguistische Pragmatik.
Sie ist Autorin der Zeitschrift Deutsche Sprachwelt.

## Schriften (Auswahl)
- Orientierung im Raum. Zeichen für die Fortbewegung. Tübingen 2002, ISBN 3-86057-096-X.
- Semiotische Streifzüge. Essays aus der Welt der Zeichen. Berlin, Münster 2007, ISBN 978-3-8258-0705-4.
- Denkdiäten, Flachflieger und geistige Stromsparlampen. Die kognitive Struktur von Redewendungen zur Dummheit. Aachen 2009, ISBN 978-3-8322-8486-2.
- Dummheit – schimpfen. Ein Ratgeber. Obernburg am Main 2010, ISBN 978-3-939462-13-2.
- Spitze Bemerkungen und schwammige Argumente. Tastsinn und Handhabung in Redewendungen. Tübingen 2015, ISBN 978-3-95809-001-9.